# 星王光
星王 光（ほしおう ひかる）は、漫画『ドカベン』に登場する架空の人物。『大甲子園』で初登場。

## 人物
- 青森県・りんご園農業高校の主砲。三塁手。
- 右目を失っており、それと関係があるのか、予知能力のような超自然的能力を持つ。
- 名前は、リンゴの品種の一つである「スターキング」に由来する。
- 親指と人差し指で作った小さな穴から見ることで視力を高め（いわゆるピンホールメガネ）、相手ピッチャーの握りから球種を見破っていた（投手のモーション中に握りから球種を見破るもの。厳密にはサインを盗み見たわけではないのでサイン盗みとは言い難い。星王の並外れた動体視力による芸当）。これをリンゴの品種を叫ぶことで打者に伝え、本来の実力以上にチーム打撃力を向上させていた。

## 経歴
- 山田の三年時、夏の県大会では6試合で30打数24安打12本塁打49打点というとてつもない成績を残す。甲子園大会2回戦の明訓戦では、山田のリードを読み取って里中から2打席連続本塁打を放つ。剛速球を投げる投手としてもリリーフ登板。
- 2004年、東京スーパースターズにテスト入団。主に一塁手、DHとして出場。初期はハリー・フォアマンや土井垣将と併用されていたが、2006年ころからはほぼ5番に定着。微笑三太郎の広島移籍後は主に3番を打っている。
- 2007年の日本シリーズ1戦目では、川上憲伸から決勝の逆転2ラン本塁打を放つ。7戦目は、故障の里中の代わりに土井垣監督の思いついた「1イニング1投手」案から4回を任せられ、3者凡退に抑える。なお、この時は剛速球を投げる高校時代の設定は無かったことになっている。

## 背番号
- 21（2004年 - ）